# Teti
Teti (Otoes, según Manetón) fue el primer faraón de la dinastía VI de Egipto del Imperio Antiguo; reinó de c. 2345 a 2323 a. C. .
En la Lista Real de Abidos y la Lista Real de Saqqara se le denomina Teti (tti). Manetón asigna a Othoes treinta años de reinado (Julio Africano), Eratóstenes 33 años. El Canon de Turín cita 21 años de reinado aunque su nombre es ilegible. 
El último año que se le puede atribuir es del sexto censo de ganado, unos once años (si eran bienales). La mayoría de los egiptólogos estiman que reinó entre diez y doce años.

## Biografía
Después de la muerte de Unis, el último rey de la dinastía V, que no dejó heredero conocido, hubo un corto período de confusión, así que Teti tomó el trono. Se casó con la hija de Unis, Iput, para legitimar su reinado (los faraones tenían que casarse con una mujer de linaje real para ser considerados legítimos). Su hija Sesheshet (Uatetjether) se casó con el chaty Mereruka. 
Teti trató de instaurar un gobierno centralizado, pues desde el reinado de Dyedkara los nomarcas habían adquirido cada vez más poder. Durante el reinado de Teti siguieron en su cargo muchos funcionarios y administradores del periodo de Unis. 
Teti otorgó por decreto tierras en Abidos. Varias inscripciones muestran que eximió a la región de impuestos, probablemente a causa de las malas cosechas. Es el primer faraón conocido con vínculos al culto de Hathor en Dendera. Durante el Imperio Medio y en la dinastía XIX, fue venerado con el epíteto de «Teti, amado de Ptah». 
Nada se conoce de campañas militares o posibles alianzas, aunque se estima que siguieron los contactos diplomáticos con los territorios del norte y el sur. Ordenó realizar extracciones en las minas sureñas e importar madera de Siria. 
Según Manetón, fue asesinado por su guardia personal y enterrado en la necrópolis real de Saqqara. Tal vez fue una conspiración urdida por Userkara, el posible usurpador.

## Testimonios de su época

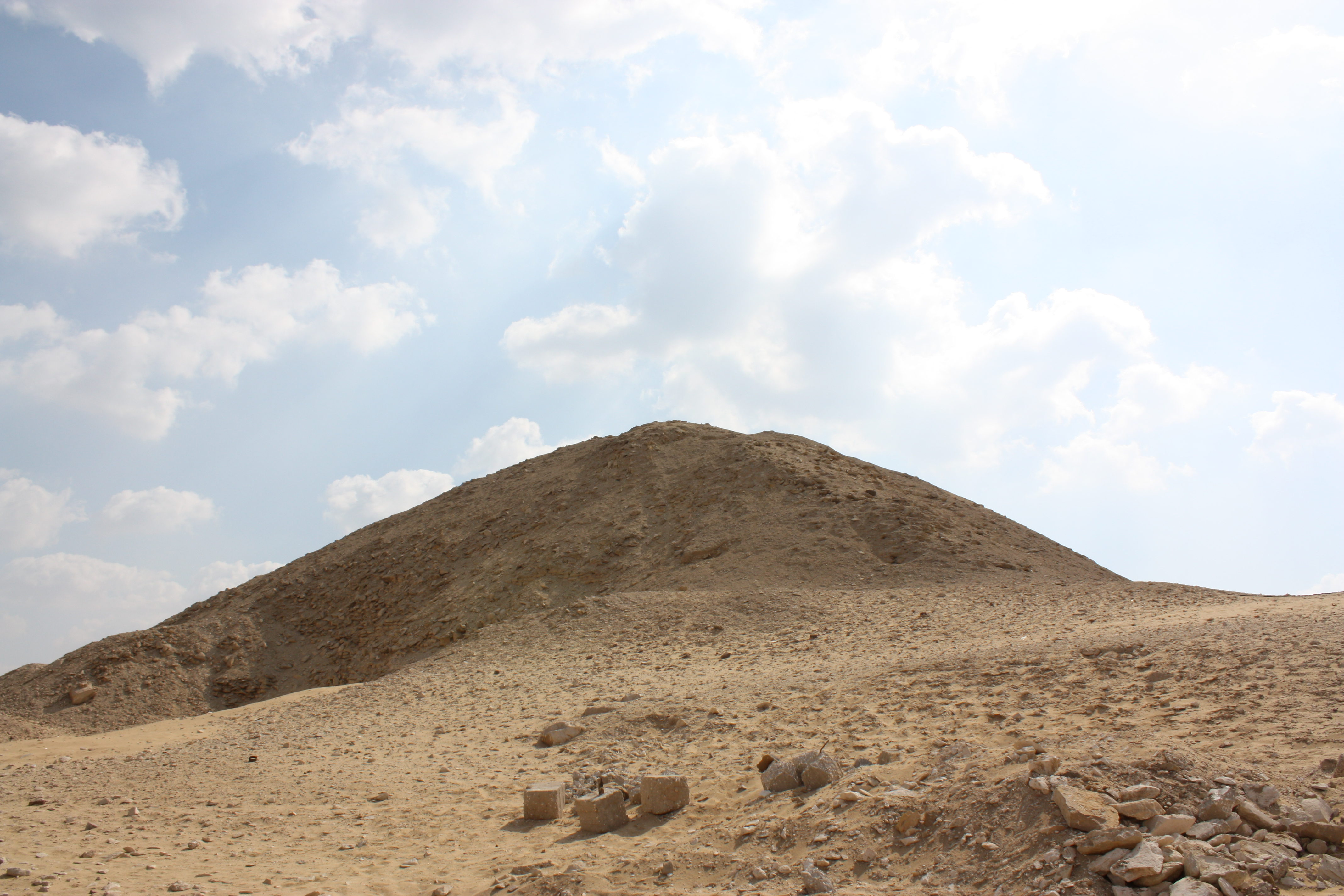
Restos de la pirámide de Teti, en Saqqara.

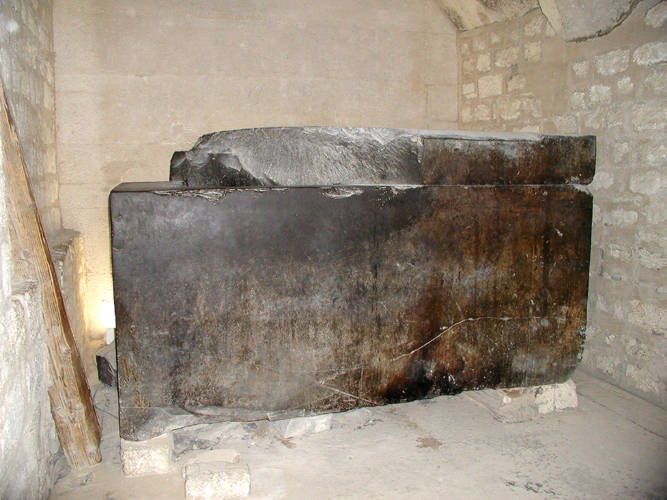
Sarcófago de Teti, en Saqqara.

Su Complejo de la pirámide se encuentra en la zona meridional de Saqqara.
- La pirámide de Teti, de 52 m de altura, está en ruinas. La erigió a un centenar de metros del Complejo de Dyeser. Fue descubierta por Perry en 1839, y excavada posteriormente por Auguste Mariette. En la cámara están inscritos los Textos de las Pirámides, y se encontró un sarcófago sin decoración que contenía el brazo de una momia, posiblemente del faraón.

- Cerca de su pirámide hay varias pirámides subsidiarias: la de su esposa Juit se descubrió en 1898, era originalmente una mastaba. La pirámide de su otra esposa, Iput, fue descubierta a principios del siglo XX. Fuera del Complejo de la pirámide están las pequeñas tumbas y pirámides de sus cortesanos, esposas y chatys.

- El Templo del valle y la Calzada no se han excavado.

- La pirámide de la madre del faraón Teti, hallada en el desierto de Saqqara y excavada en 2008 por el arqueólogo Zahi Hawass, midió en su momento catorce metros de altura y tenía una base de veintidós metros.

Una estatua del faraón fue encontrada cerca de la pirámide; actualmente se expone en el Museo Egipcio de El Cairo.
Son de esta época las mastabas de Kagemni y Mereruka, la más grande de Saqqara y profusamente decorada.

## Titulatura
| Titulatura | Jeroglífico | Transliteración (transcripción) - traducción - (referencias) |

| G5 |

| G5 |

| s | Htp · t · p | tA · tA |

| s | Htp · t · p | tA · tA |

| s | Htp · t · p | tA · tA |

| s | Htp · t · p | tA · tA |

| G5 |

| G5 |

| s | Htp · t · p | tA · tA |

| s | Htp · t · p | tA · tA |

| s | Htp · t · p | tA · tA |

| s | Htp · t · p | tA · tA |

| G16 |

| G16 |

| s | Htp · t · p |

| s | Htp · t · p |

| G16 |

| G16 |

| s | Htp · t · p |

| s | Htp · t · p |

| G8 |

| G8 |

| sn |

| sn |

| G8 |

| G8 |

| sn |

| sn |

| t · t | i |

| t · t | i |

| t · t | i |

| t · t | i |

| t · t | i |

| t · t | i |

| t · t | i |

| t · t | i |

| t · t | i |

| t · t | i |

| t · t | i |

| t · t | i |

| t · t | i |

| t · t | i |

| t · t | i |

| t · t | i |